# I. e. 510-es évek
Évszázadok: i. e. 7. század – i. e. 6. század – i. e. 5. század
Évtizedek: i. e. 560-as évek – i. e. 550-es évek – i. e. 540-es évek – i. e. 530-as évek – i. e. 520-as évek – i. e. 510-es évek – i. e. 500-as évek – i. e. 490-es évek – i. e. 480-as évek – i. e. 470-es évek – i. e. 460-as évek
Évek: i. e. 519 – i. e. 518 – i. e. 517 – i. e. 516 – i. e. 515 – i. e. 514 – i. e. 513 – i. e. 512 – i. e. 511 – i. e. 510

## Események
- Rómában i. e. 510-ben arisztokratikus köztársaságot hoznak létre.
- Athénban spártai közreműködéssel megdöntik a türanniszt.
- Jeruzsálemben elkészül és felavatják a Második Templomot.
- Megabüzosz perzsa hadvezér meghódítja Thrákiát az Óperzsa Birodalomnak.
- I. Dareiosz sikertelen hadjárata az európai szkíták ellen az iónok segítségével.

## Híres személyek
- I. Dareiosz perzsa nagykirály
- Hippiasz athéni türannosz
- I. Kleomenész spártai király